# Jean-François Le Gall
Pour les articles homonymes, voir Le Gall.
Jean-François Le Gall est un mathématicien français, spécialiste de théorie des probabilités, né le 15 novembre 1959 à Morlaix.

## Institutions
Le Gall intègre l'École normale supérieure en 1978, il soutient une thèse intitulée « Temps locaux et équations différentielles stochastiques » sous la direction de Marc Yor  à l'université Pierre-et-Marie-Curie qu'il soutient en 1982. Il soutient son doctorat d'État intitulé « Quelques propriétés du mouvement brownien » à l'université Pierre-et-Marie-Curie en 1987.
De 1983 à 1988, il est chargé de recherche au laboratoire de mathématiques de l'université Pierre-et-Marie-Curie. Il est professeur des universités à l'université Pierre-et-Marie-Curie de 1988 à 2006.
Il est professeur des universités à l'École normale supérieure (1997-2007) ; il est alors directeur des études mathématiques de 1997 à 2000 et de 2004 à 2007 et responsable du magistère mathématiques et informatiques de 2000 à 2004.
Depuis 2006, il est professeur des universités à l'université Paris-Sud et est coresponsable du master 2 probabilités et statistiques.
Il est élu à l'Académie des Sciences le 10 décembre 2013.

## Travaux et étudiants
Le Gall travaille sur le mouvement brownien et le serpent brownien, les processus de Lévy, les arbres aléatoires tels que l'arbre brownien ou l'arbre de Lévy, les cartes planaires aléatoires, les processus de branchement et les relations entre superprocessus et les équations aux dérivées partielles.
Ces travaux représentent plus d'une centaine de publications avec de nombreux auteurs. Son nombre d'Erdős est de 2 en 2013, c'est-à-dire qu'il a écrit un article avec un coauteur de Paul Erdős.
Depuis 1993, Le Gall a encadré 18 étudiants en doctorat. Parmi eux, se trouve Wendelin Werner qui s'est vu attribuer la médaille Fields en 2006.

## Prix et récompenses
- 1986 : prix Rollo Davidson

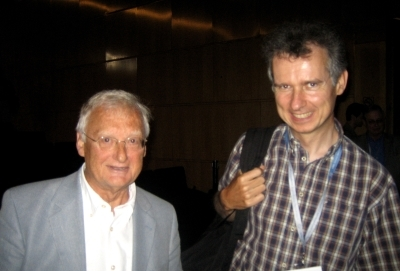
Hans Föllmer et Jean-François Le Gall (à droite) en 2006.

- 1989 : cours Peccot au Collège de France
- 1991 : nommé membre junior de l'institut universitaire de France.
- 1997 : prix Loève
- 2005 : prix Fermat et prix Sophie-Germain
- 2007 : nommé membre senior de l'institut universitaire de France[3] renouvelé en 2012.
- 2009 : médaillé d'argent du CNRS[4]
- 2010 :  Chevalier de la Légion d'honneur[5] et Wald  Memorial  Lectures, Göteborg
- 2014 : Conférencier plénier au Congrès international des mathématiciens à Séoul
- 2019 : prix Wolf[6]
- 2022 : prix Frontiers of Knowledge in Basic Sciences 2022 de la Fondation BBVA (es)[7].